# Bitwa pod Gazą
Bitwa pod Gazą – starcie zbrojne, które miało miejsce w roku 312 p.n.e. w trakcie trzeciej wojny diadochów, która toczyła się w latach 315–311 p.n.e.
22 000 ludzi pod wodzą Ptolemeusza I Sotera zwyciężyło armię 15 400 żołnierzy Antygonidów wspartych 43 słoniami, którą dowodził Demetriusz I Poliorketes. Wojska Antygonidów straciły 500 zabitych i 8000 wziętych do niewoli.